# The Legend of Zelda
The Legend of Zelda (japonsky: ゼルダの伝説シリーズ) je japonská videohra. Jde o akční adventuru s prvky hry na hrdiny (a dalšími prvky, jež byly přidávány do pozdějších pokračování). Lze ji řadit do žánru fantasy. Vytvořili ji roku 1986 Šigeru Mijamoto a Takaši Tezuka pro společnost Nintendo. Od té doby vzniklo bezpočet pokračování - pro každou herní konzoli Nintendo, s výjimkou Virtual Boye, bylo vydáno nové.
Hlavní hratelnou postavou je Link, mladý hrdina z rasy Hylianů, kteří připomínají elfy z germánské mytologie (Tezuka přiznal inspiraci Tolkienovým Pánem prstenů; patrná je také inspirace artušovskými legendami a evropským středověkem). Link se snaží zachránit hyrulskou princeznu Zeldu (inspirací jména byla americká spisovatelka Zelda Fitzgeraldová). Princeznu, jež má božský původ, unesl král démonů Ganon, hlavní antagonista herní série (ve své lidské podobě, jež byla představena roku 1998, se jmenuje Ganondorf). Postavy nemají napříč pokračováními stejnou podobu, inkarnují se do různých podob, ponechávají si jen určité signifikantní aspekty (u Linka je to například levorukost a zelená barva). Důležitou rekvizitou série je také tzv. Trojsíla (Triforce), posvátná relikvie, kterou po sobě zanechaly tři bohyně, jež stvořily zemi Hyrule. Fyzicky má podobu tří zlatých trojúhelníků, jež symbolizují sílu, odvahu a moudrost. Držiteli propůjčuje mimořádné schopnosti. S její pomocí by Ganon mohl přetvořit svět k obrazu svému. Důležitou roli v sérii hraje hudba (už proto, že postavy až do roku 2017 nemluvily). Tvorba hudby je v pozdějších pokračováních dokonce jedním z hráčových úkolů. Hlavní hudební motiv, který všechna pokračování spojuje, vytvořil skladatel Kodzi Kondo.
Podle série vznikl roku 1989 americký animovaný seriál a od roku 1997 vychází i oficiální mangy (japonská verze komiksu). The Legend of Zelda je jednou z nejúspěšnějších franšíz Nintenda. Do září 2023 se série The Legend of Zelda prodalo více než 150 milionu kopií, přičemž původní The Legend of Zelda byla čtvrtou nejprodávanější hrou Nintenda všech dob (po prvních třech pokračováních Super Maria). Hra byla zařazena do několika výběrů nejlepších videoher historie.